# Sabine Lahm
Sabine Lahm (geboren in der 2. Hälfte des 20. Jahrhunderts) ist eine deutsche Sängerin, Gesangspädagogin und Hochschullehrerin.

## Leben und berufliche Tätigkeit
Sabine Lahm studierte Konzertgesang und Musiktheater an der Hochschule für Musik und Theater in München und schloss ihre Ausbildung mit einem Meisterklassenstudium an der Universität Mozarteum in Salzburg ab. Durch ihre Mitgliedschaft an der Bayrischen Theaterakademie konnte sie umfangreiche Bühnenerfahrung sammeln. Anschließend hatte sie renommierte Engagements im Konzert- und Opernbereich.
Zu ihrer künstlerischen Tätigkeit rückte die Gesangspädagogik früh ins Zentrum ihres Interesses. Sie vervollständigte ihr Wissen mit einer Ausbildung zur Fachtherapeutin Stimme und zur Supervisionstrainerin. Sie wurde daher zur gefragten Dozentin in diesem Themenbereich und war von 2014 bis 2018 Vorstandsmitglied im Bundesverband Deutscher Gesangspädagogen. Nach einer Lehrtätigkeit an der Hochschule für Musik und Theater in München unterrichtete sie von 2013 bis 2018 eine Klasse im künstlerischen Hauptfach Gesang an der Hochschule für Musik Franz Liszt in Weimar. Zusätzlich wirkt sie als Dozentin in zahlreichen Seminaren und Meisterkursen. Seit 2021 lehrt sie wieder an der Hochschule für Musik und Theater in München und arbeitet in Gemeinschaft mit Christiane Iven und übernahm später die Leitung einer Gesangsklasse im künstlerischen Hauptfach Gesang. Im Oktober 2024 wurde sie als Professorin an die Hochschule für katholische Kirchenmusik und Musikpädagogik Regensburg berufen.